# Tore Bengtsson (skådespelare)
Tore Herman Bengtsson, född 13 februari 1931 i Malmö, död 20 oktober 2015 i Sankt Matteus församling i Stockholm, var en svensk skådespelare.
Bengtsson är gravsatt i minneslunden på Gamla kyrkogården i Malmö.

## Filmografi
- 1956 – Sången om den eldröda blomman
- 1956 – 7 vackra flickor
- 1958 – Flottans överman
- 1966 – Prinsessan
- 1966 – Höst
- 1967 – Mördaren – en helt vanlig person
- 1967 – Fången
- 2005 – Wallander – Byfånen

## Teater

### Roller (ej komplett)
| År   | Roll                    | Produktion                                                                                 | Regi             | Teater                  |
| ---- | ----------------------- | ------------------------------------------------------------------------------------------ | ---------------- | ----------------------- |
| 1948 |                         | Radiobragden (Radio Rescue) Charlotte B. Chorpenning                                       | Georg Årlin      | Malmö Stadsteater       |
| 1958 |                         | Borgare och adelsman (Le Bourgeois gentilhomme) Moliére                                    | Tore Karte       | Fredriksdalsteatern     |
| 1959 |                         | Den jäktade (Den stundesløse) Ludvig Holberg                                               | Tore Karte       | Fredriksdalsteatern     |
| 1961 |                         | Bättre sent än aldrig (It’s never too late) Felicity Douglas                               | Sandro Malmquist | Riksteatern             |
| 1961 |                         | Vänta så vackert Axel Strindberg                                                           | Anders Ångström  | Alléteatern             |
| 1967 |                         | Dåd i det förgångna (The Meter Man) Scott Forbes                                           | Nils Hallberg    | Marsyasteatern          |
| 1967 |                         | Den jäktade (Den stundesløse) Ludvig Holberg                                               | Kotti Chave      | Skansens friluftsteater |
| 1968 |                         | Tack för att ni kom, Mister Pike (White Man, Black Man, Yellow Man, Chief) Edward Hagopian | Silvija Bardh    | Marsyasteatern          |
| 1969 | Andre konstapeln        | Tolvskillingsoperan (Die Dreigroschenoper) Kurt Weill och Bertolt Brecht                   | Alf Sjöberg      | Dramaten                |
| 1971 | Strejkbrytare Korpralen | Sol, vad vill du mig? Birger Norman                                                        | Ingvar Kjellson  | Dramaten                |

### Fotnoter
1. ↑  ”Tore Bengtsson”. Svensk Filmdatabas. http://sfi.se/sv/svensk-filmdatabas/Item/?type=PERSON&itemid=65247&ref=%2ftemplates%2fSwedishFilmSearchResult.aspx%3fid%3d1225%26epslanguage%3dsv%26searchword%3dTore+Bengtsson%26type%3dPerson%26match%3dBegin%26page%3d1%26prom%3dFalse. Läst 30 september 2012.
2. ↑  SvenskaGravar
3. ↑  ”Tidningsnotis”. Dagens Nyheter:  s. 13. 10 maj 1958. https://arkivet.dn.se/sok/?searchTerm=&fromPublicationDate=1958-05-10&toPublicationDate=1958-05-10. Läst 27 juni 2018.
4. ↑  ”Holberg på Fredriksdal”. Dagens Nyheter:  s. 16. 16 maj 1959. https://arkivet.dn.se/tidning/1959-05-16/130/16. Läst 27 juni 2018.
5. ↑  ”Vårens sista riksteaterpremiär”. Dagens Nyheter:  s. 18. 24 februari 1961. https://arkivet.dn.se/tidning/1961-02-24/53/18. Läst 4 januari 2022.
6. ↑  Vanni (5 augusti 1961). ”Alléteatern blir redaktion i Svensk Dramatiks höstpjäs”. Dagens Nyheter:  s. 9. https://arkivet.dn.se/tidning/1961-08-05/209/9. Läst 8 januari 2022.
7. ↑  Sven Barthel (26 januari 1967). ”Thriller på Marsyas”. Dagens Nyheter:  s. 19. https://arkivet.dn.se/tidning/1967-01-26/24/19. Läst 14 januari 2022.
8. ↑  S B-l (20 juni 1967). ”1700-talsstress på Skansen”. Dagens Nyheter:  s. 14. https://arkivet.dn.se/tidning/1967-06-20/164/14. Läst 25 maj 2019.
9. ↑  Sven Barthel (8 november 1968). ”Chockteater på Marsyas”. Dagens Nyheter:  s. 23. https://arkivet.dn.se/tidning/1968-11-08/304/23. Läst 14 januari 2022.